# Ambrogio Trezzi
Ambrogio Trezzi (3 ottobre 1810 – 1892) è stato un politico italiano.

## Biografia
Fu eletto deputato nel Collegio elettorale di Milano I per la VII legislatura del Regno di Sardegna, e successivamente Deputato del Regno d'Italia nella VIII legislatura del Regno d'Italia per il Collegio di Milano.